# Jeropiga

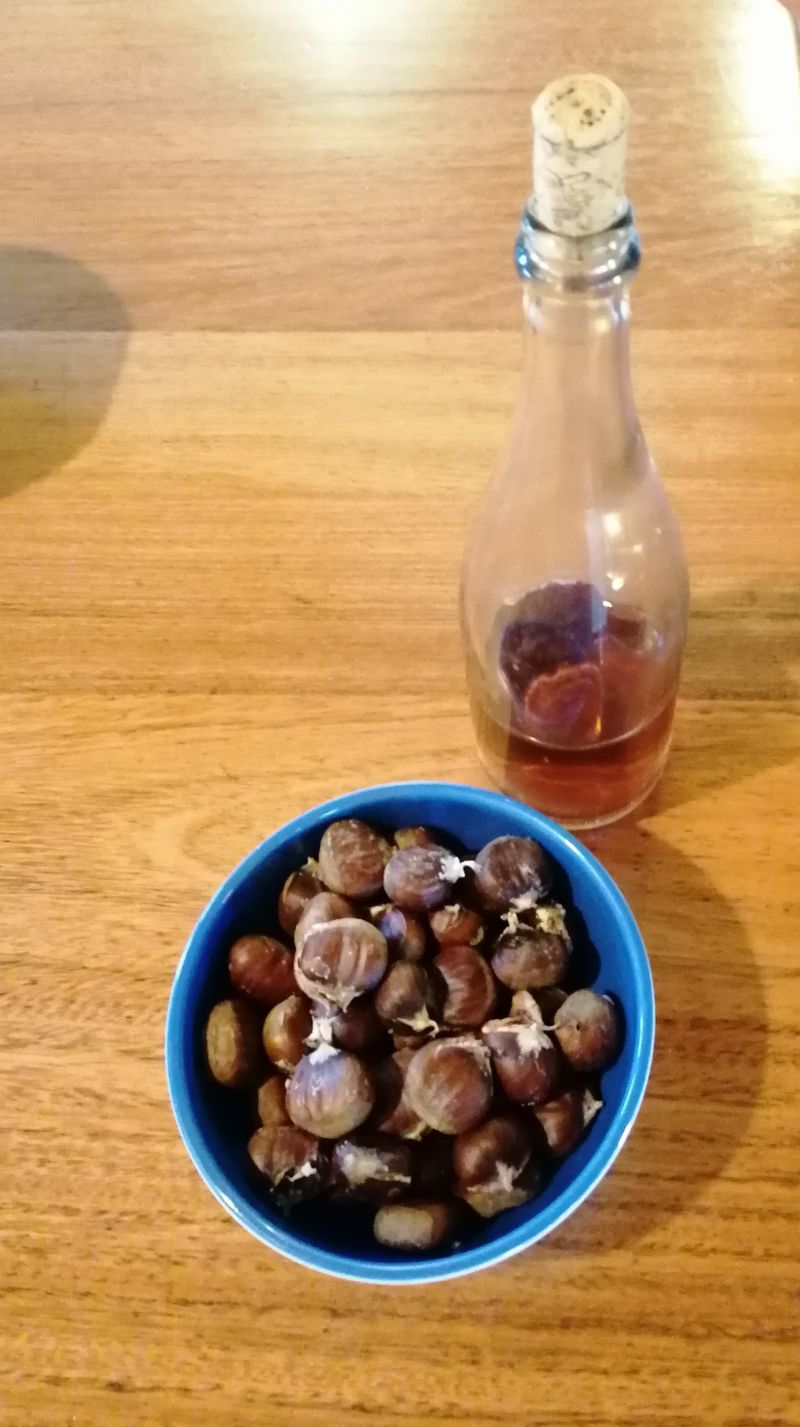
Jeropiga en kastanjes: een traditie tijdens Portugals Magusto festival.

Jeropiga is een traditionele Portugese alcoholische drank. Het wordt bereid door aguardente aan druivenmost toe te voegen binnen twee dagen na het bereiden van de most. De alcohol in de aguardente stopt de gisting. Recepten vermelden verhoudingen van één liter aguardente tot twee tot drie liter most. De alcoholconcentratie van jeropiga is daardoor hoger dan die van wijn.
Jeropiga wordt in Portugal traditioneel tijdens de Magusto herfstfestivals gedronken, in combinatie met gepofte kastanjes. Dit festival wordt ook gevierd in Noord-Spanje en Catalonië (waar het festival bekend staat als Castañada). Maar jeropiga wordt het hele jaar door thuis bereid en gedronken in Trás-os-Montes en de Beira-regio's in Centraal Portugal.